# Solfara Roccarossa
La solfara Roccarossa o miniera Roccarossa  è stata una miniera di zolfo sita in provincia di Agrigento nei pressi del comune di Favara.
Aperta tra il 1860 e il 1870 è oggi inattiva.